# فيضان جنوب الهند 2015

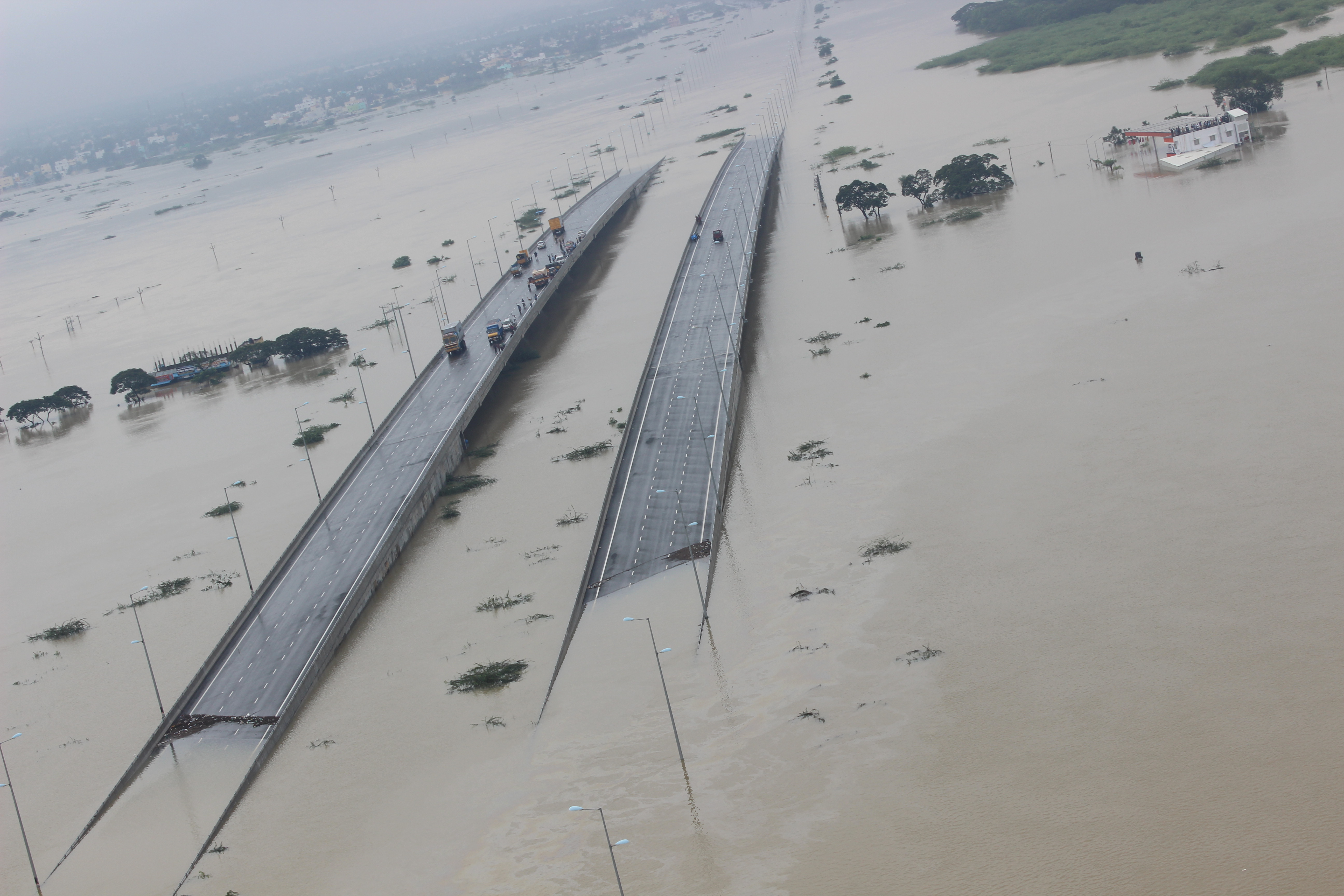
صورة جوية لغرق مناطق جنوب الهند.

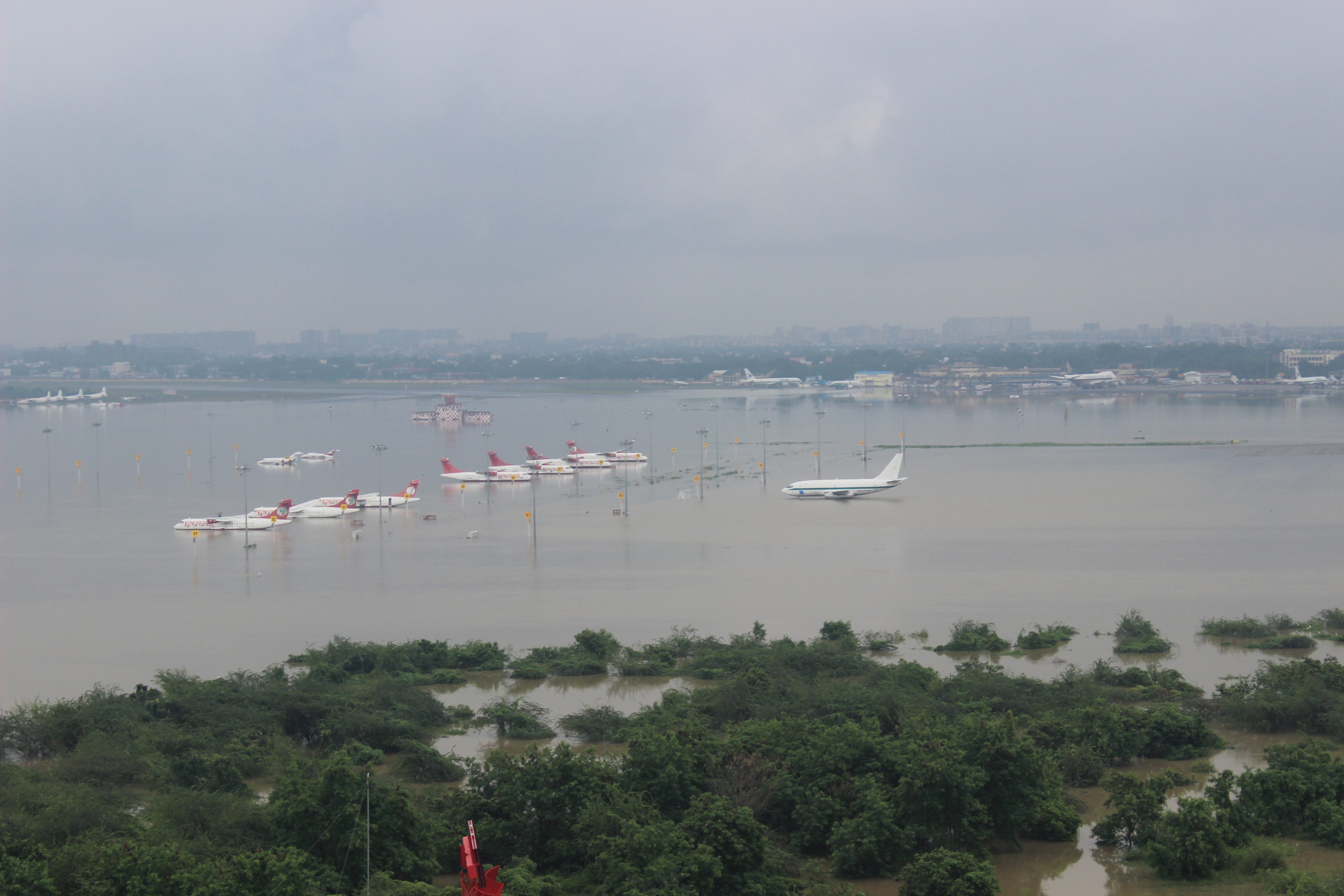
غرق جزء من مطار شيناي الهندية بتاريخ 2 ديسمبر 2015م

فيضان جنوب الهند 2015 هو فيضان ضرب جنوب الهند بدءاً من 8 نوفمبر 2015 في تاميل نادو وأندرا برديش وخلف الفيضان مصرع 208 شخص حتى الآن وتهجير 1.8 مليون شخص بعد أن غرقت منازلهم بسبب الفيضان، وكانت مدينة بودوتشيري وتشيناي الأكثر تضررا بسببه، ولقد خسرت الهند أكثر من 3 مليار دولار أمريكي.